# پیکو (زبان برنامه‌نویسی)
پیکو یک زبان برنامه نویسی است که در آزمایشگاه زبان‌های نرم‌افزاری دانشگاه وریجه بروسل توسعه داده شد. این زبان جهت معرفی الزامات برنامه‌نویسی به دانشجویان غیر از علوم کامپیوتر تولید شد.
می‌توان به پیکو به عنوان یک زبان ساده و لذت‌بخش برای افرادی که نمی‌خواهند برای قدرت و ظرافت یک زبان مطالعه کنند نگاه کرد.
این کار با اقتباس از معناشناسی زبان اسکیم انجام شد.
آزمایشگاه زبان‌های نرم‌افزاری، در هنگام طراحی پیکو از کتاب «ساختار و ترجمه برنامه‌های کامپیوتری» نوشته آیبلسون و ساسمن، و روش‌های آموزش برنامه‌نویسی در دبیرستان‌ها و دانشگاه‌ها ایده گرفت.
بهتر است پیکو را «کوچک» ترجمه کرد، چراکه ایده پشت این زبان ایجاد یک زبان کوچک برای اهداف آموزشی بوده‌است.

## المان‌های زبان

### کامنت‌ها
کامنت‌ها با قراردادن متن بین علامت‌های اکسان گراو (`) ایجاد می‌شوند.

### متغیرها
متغیرها به طور پویا نوع‌دهی می‌شوند و پیکو از حوزه‌های استاتیک استفاده می‌کند.
```
var: value
```

### توابع
در پیکو توابع اشیا رده اول هستند و می‌توانند به عنوان مقدار متغیرها استفاده شوند. به عنوان مثال یک تابع با دو پارامتر param1 و param2 می‌توانید اینگونه تعریف شود:
```
func(param1, param2): ...
```

فراخوانی توابع به صورت زیر انجام می‌شود:
```
func(arg1, arg2)
```

### عملگرها
در پیکو عملگرها را می‌توان به صورت پیشوندی یا میانوندی استفاده کرد:
```
+(5, 2)
5 + 2
```

### انواع داده‌ها
پیکو این نوع داده‌ها را پشتیبانی می‌کند: رشته، اعداد صحیح، حقیقی و جداول.
این زبان به صورت بومی از نوع داده کاراکتری پشتیبانی نمی‌کند و کاربران مجبور به استفاده از رشته‌های با سایز ۱ هستند.
جداول ساختارهای داده‌ای مرکبی هستند که می‌توانند هر کدام از انواع داده پشتیبانی شده توسط زبان را در خود نگه دارند.
نوع داده بولی با استفاده از توابع پیاده‌سازی می‌شود (همانند حساب لامبدا).

### ساختارهای کنترلی

#### ارزیابی شرطی
در این زبان فقط دستور if عادی پیاده‌سازی شده است.
```
if(condition, then, else)
```

## نمونه کد
```
display('Hello World', eoln)
```

```
max(a, b):
 if(a <b, b, a)
```

```
`
http://www.paulgraham.com/accgen.html
`
foo(n): fun(i): n := n+i
```

## پیاده‌سازی‌ها

### سیستم عامل مک
- MacPico
- XPico

### ویندوز
- WinPico این نسخه بسیار ناپایدار است
- WinPico stable

### لینوکس
- TextPico for Linux

### چند پلترفمی
- sPico for DrScheme